# Linia kolejowa nr 715
Linia kolejowa 715 – drugorzędna, jednotorowa, zelektryfikowana linia kolejowa, łącząca posterunek odgałęźny Borowa Górka i stację Jaworzno Szczakowa.
Linia obejmuje tor 3B w obrębie wyżej wymienionej stacji.